# Poiana (Mărgineni), Bacău
Poiana (în trecut, Lingurari) este un sat în comuna Mărgineni din județul Bacău, Moldova, România.